# Andrew Dunlop
Andrew Dunlop (né le 21 juin 1959 dans l'Argyllshire), baron Dunlop, est un homme politique britannique du Parti conservateur; 
De 2015 à 2017, il est sous-secrétaire d'État parlementaire à l'Écosse et à l'Irlande du Nord.